# 111 …
111 ist eine Reihe von Heimvideo-Sendungen, die seit 2017 auf dem deutschen Privatsender Sat.1 ausgestrahlt werden.

## Sendungskonzept
Die Zahl 111 bildet nicht den vollständigen Sendungstitel, dieser setzt sich vielmehr aus dieser Zahl, gefolgt von einem Adjektiv und einem Substantiv zusammen. Diese Wortgruppe soll einen Hinweis auf die zu erwartenden Inhalte liefern, sie ändert sich mit jeder Folge. Einige Beispiele für Sendungstitel finden sich unten in der Episodenliste.
Wie bei allen Heimvideo-Sendungen werden überwiegend von Laien gedrehte Videoclips gezeigt, in denen Menschen in peinlichen Alltagssituationen zu sehen sind. Aufgrund der großen Verfügbarkeit sind in vielen Filmchen Situationen aus dem Straßenverkehr zu sehen, die mittels Dashcam aufgenommen wurden, selbst wenn der Sendungstitel keinen Bezug zum Straßenverkehr erahnen lässt. Aus diesem Grund stammen die meisten Clips auch nicht aus Deutschland, sondern aus Ländern, in denen Dashcams weit verbreitet sind, z. B. aus den USA oder aus Russland. Verkehrsunfälle mit tödlichem Ausgang oder Schwerverletzten dürfen aus Respekt vor den Opfern selbstverständlich nicht in der Sendung gezeigt werden (auch das ist eine Gemeinsamkeit mit allen anderen Heimvideo-Sendungen).
Jedoch zeigen nicht alle Videos Missgeschicke oder Unfälle, sondern in einigen wenigen Szenen sind auch Menschen mit erstaunlichen Fähigkeiten zu sehen, z. B. besonderes handwerkliches Geschick, Zaubertricks oder sportliche Höchstleistungen. Ebenso immer wiederkehrende Motive sind Videos, die am Arbeitsplatz gedreht wurde (zumeist mittels Überwachungskamera) und solche, in denen Tiere zu sehen sind, insbesondere Katzenvideos.

## Episodenliste
| #  | Erstausstrahlung  | Titel                                                     |
| -- | ----------------- | --------------------------------------------------------- |
| 1  | 3. Februar 2017   | 111 verrückte Viecher! – Die witzigsten Tiere der Welt    |
| 2  | 10. Februar 2017  | 111 Knallerkinder! – Die witzigsten Kids der Welt         |
| 3  | 10. November 2017 | 111 fiese Ferien! – Die witzigsten Urlaubsvideos der Welt |
| 4  | 5. Januar 2018    | 111 krasse Kollegen                                       |
| 5  | 19. Januar 2018   | 111 höllische Hobbys                                      |
| 6  | 27. Juli 2018     | 111 total verrückte Tiere                                 |
| 7  | 3. August 2018    | 111 verrückte Familien                                    |
| 8  | 10. August 2018   | 111 verrückte Verkehrskracher                             |
| 9  | 14. Dezember 2018 | 111 Knallerpärchen                                        |
| 10 | 1. März 2019      | 111 verrückte Feste! Die witzigsten Partyknaller der Welt |
| 11 | 8. März 2019      | 111 noch verrücktere Viecher                              |
| 12 | 8. Januar 2020    | 111 haarsträubende Hobbys                                 |
| 13 | 15. Januar 2020   | 111 abgefahrene Verkehrskracher                           |
| 14 | 22. Januar 2020   | 111 chaotische Kollegen                                   |
| 15 | 29. Januar 2020   | 111 ultimative Sportskanonen                              |
| 16 | 27. April 2020    | 111 verrückte Quarantäne-Knaller                          |
| 17 | 4. Mai 2020       | 111 tollkühne Talente                                     |
| 18 | 3. August 2020    | 111 tierische Teufelskerle                                |
| 19 | 6. Januar 2021    | 111 schräge Spritztouren                                  |
| 20 | 13. Januar 2021   | 111 komische Kindsköpfe                                   |
| 21 | 20. Januar 2021   | 111 fantastische Freizeithelden                           |
| 22 | 27. Januar 2021   | 111 haarsträubende Hingucker                              |
| 23 | 7. Mai 2021       | 111 peinliche Pannen                                      |
| 24 | 14. Mai 2021      | 111 knattergeile Kollegen                                 |
| 25 | 21. Mai 2021      | 111 alberne Angeber                                       |
| 26 | 28. Mai 2021      | 111 tierische Viecher                                     |
| 27 | 22. November 2021 | 111 tolle Traumtypen                                      |
| 28 | 5. Januar 2022    | 111 fabelhafte Familien                                   |
| 29 | 21. Januar 2022   | 111 absolute Alleskönner                                  |
| 30 | 28. Januar 2022   | 111 tollkühne Talente                                     |
| 31 | 23. Februar 2022  | 111 super Sonntagsfahrer                                  |

## Darüber staunt die Welt
Innerhalb des Medienkonzerns ProSiebenSat.1 Media wurden einige Videoclips dem Partnersender ProSieben vermacht, wo sie seit 2020 unter dem Titel Darüber staunt die Welt zu einer neuen Heimvideo-Sendung zusammengestellt werden. Diese ProSieben-Sendung ist mit 111 völlig baugleich, lediglich der Titel unterscheidet sich.
| #  | Erstausstrahlung  | Titel                                                                        |
| -- | ----------------- | ---------------------------------------------------------------------------- |
| 1  | 9. Juni 2020      | Darüber staunt die Welt: Die spektakulärsten TV-Momente                      |
| 2  | 16. Juni 2020     | Darüber schmunzelt die Welt: Pannen & Peinlichkeiten                         |
| 3  | 23. Juni 2020     | Darüber spricht die Welt: Die unglaublichsten Hingucker                      |
| 4  | 11. August 2020   | Darüber rätselt die Welt: Die überraschendsten TV-Geschichten                |
| 5  | 18. August 2020   | Darüber grinst die Welt: Die puppenlustigsten Patzer                         |
| 6  | 25. August 2020   | Darüber seufzt die Welt: Die emotionalsten Augenblicke                       |
| 7  | 1. September 2020 | Darüber redet die Welt: Die unfassbarsten TV-Momente                         |
| 8  | 1. Juni 2021      | Darüber staunt die Welt – Die unglaublichsten Experimente                    |
| 9  | 8. Juni 2021      | Darüber staunt die Welt – Die schrägsten Job-Pannen                          |
| 10 | 24. August 2021   | Darüber staunt die Welt – Die lustigsten Tierpannen                          |
| 11 | 31. August 2021   | Darüber staunt die Welt – Die sensationellsten Shows                         |
| 12 | 19. Oktober 2021  | Darüber staunt die Welt – Die verrücktesten Familien-Schlamassel             |
| 13 | 28. Dezember 2021 | Darüber staunt die Welt – Die emotionalsten Momente, die das Leben verändern |
| 14 | 15. Februar 2022  | Darüber staunt die Welt – Die größten Wow-Momente                            |
| 15 | 22. Februar 2022  | Darüber staunt die Welt – Die lustigsten Pannen auf 2 & 4 Beinen             |
| 16 | 1. März 2022      | Darüber staunt die Welt – Die peinlichsten Pannen zum Fremdschämen           |
| 17 | 29. Juli 2023     | Darüber staunt die Welt – Die abgedrehtesten Tier-Momente                    |

## Kritik
Von der Presse wurde die Sendereihe bislang ignoriert. Lediglich Zuschauer haben in sozialen Medien bzw. mit Hilfe der Kommentarfunktion diverser Websites ihren Unmut über die Show ausgedrückt. Kritisiert werden insbesondere:
1. die geringen Herstellungskosten der Serie, „die in erster Linie als Sommerloch-Überbrückung dienen soll.“[1]
2. das Fehlen eines sichtbaren Moderators (es gibt lediglich mehrere, namentlich nicht bekannte Sprecher aus dem Off)
3. die ständigen Wiederholungen: einige Clips wurden bereits in fünf Episoden wiederverwertet (zum Teil mit unterschiedlichen Off-Kommentaren)
4. der geringe Spaßfaktor bzw. fehlende Humor. So stellt ein Nutzer die rhetorische Frage: „Das soll witzig sein? SAT1?????“[2]